# Pozo de potencial

Un pozo de energía potencial genérico

Un pozo de potencial es la región que rodea un mínimo local de energía potencial. La energía capturada en un pozo de potencial no es posible convertirla en otro tipo de energía (energía cinética en el caso de un potencial gravitatorio) debido a que se encuentra en un mínimo local de la energía potencial. Por tanto, un cuerpo no puede proseguir hasta un mínimo global de la energía potencial, como tendería de forma natural debido a la entropía.

## Visión general
Es posible liberar energía de un pozo de potencial si se añade energía suficiente para superar el máximo local. En física cuántica, la energía potencial puede huir de un pozo de potencial sin añadir energía debido a las características probabilistas de las partículas cuánticas; en estos casos una partícula puede ser imaginada cruzando un túnel a través de las paredes del pozo de potencial.
La representación gráfica de una función de energía potencial 2D es una superficie de energía potencial que puede imaginarse como la superficie terrestre en un paisaje de cerros y valles. Entonces un pozo de potencial sería un valle rodeado por todos los lados por terreno más elevado, el cual podría ser llenado con agua (p. ej., un lago) sin que nada de agua fluyera hacia otro mínimo más bajo (p. ej. nivel del mar).
En el caso de la gravedad, la región alrededor de una masa es un pozo de potencial gravitacional, a no ser que la densidad de la masa sea tan baja que las fuerzas de marea de otras masas sean más grandes que la gravedad del cuerpo en sí mismo.
Un cerro de potencial sería el opuesto a un pozo de potencial, y es la región que rodea a un máximo local.

## Confinamiento cuántico

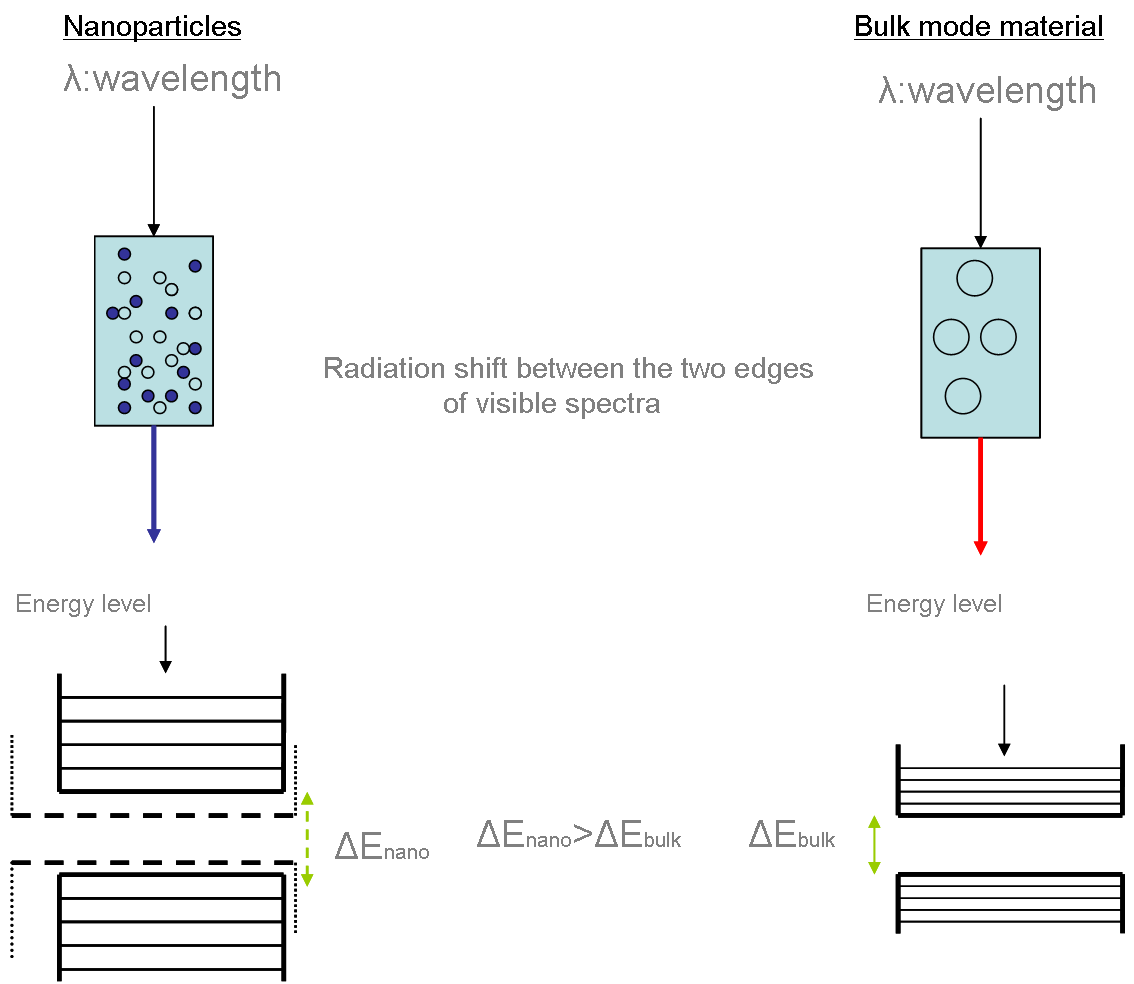
El confinamiento cuántico es el responsable del aumento de la diferencia de energía entre estados de energía y salto entre bandas, un fenómeno estrechamente relacionado con las propiedades ópticas y electrónicas de los materiales.

El confinamiento cuántico puede ser observado cuando el diámetro de un material es de la misma magnitud que la longitud de onda de De Broglie de la función de onda del electrón. Cuando los materiales son así de pequeños, sus propiedades electrónicas y ópticas se desvían sustancialmente de las de la sustancia material.
Una partícula se comporta como si fuese libre cuando la dimensión de confinamiento es grande comparada con la longitud de onda de la partícula. Durante este estado, el salto de banda permanece en su valor de energía original debido a que hay continuidad entre los diversos estados de energía. Sin embargo, a medida que la dimensión de confinamiento disminuye y alcanza un cierto límite, típicamente en la nanoescala, el espectro de energía se vuelve discreto. Como resultado, el salto de banda se vuelve tamaño-dependiente. Esto finalmente resulta en un corrimiento al azul en la emisión de luz a medida que el tamaño de las partículas disminuye.
Específicamente, el efecto describe el fenómeno que resulta de electrones y huecos electrónicos que son estrujados a una dimensión que se aproxima a la medida cuántica crítica, llamada el excitón del radio de Bohr. En aplicación actual, un punto cuántico como una pequeña esfera se confina en tres dimensiones, un cable cuántico en dos, y un pozo cuántico se confina en una sola dimensión. Estos son también conocidos como pozos cero-, un- y bidimensionales, respectivamente. En estos casos se refiere al número de dimensiones en las que una partícula confinada pueden actuar como portador libre.
Véanse los enlaces externos, abajo, para ejemplos de aplicación en biotecnología y tecnología de células solares.

### Perspectiva desde la mecánica cuántica
Las propiedades electrónicas y ópticas de materiales están afectadas por el tamaño y la forma. Logros técnicos bien asentados incluyendo los puntos cuánticos fueron obtenidos manipulando tamaños e investigando en la comprobación teórica del efecto de confinamiento cuántico. La parte importante de la teoría es que el comportamiento del excitón se parece al de un átomo a medida que espacio circundante empequeñece. Una aproximación bastante buena del comportamiento de un excitón el comportamiento es el 3 -D modelo de una partícula en una caja. La solución de este problema proporciona una conexión matemática única entre estados de energía y la dimensión espacial.
Reduciendo el volumen o las dimensiones del espacio disponible, aumenta la energía de los estados. En el esquema se muestra el cambio en los niveles de energía del electrón y el salto de banda entre un nanomaterial y su sustancia material.
La siguiente ecuación muestra la relación entre el nivel de energía y el dimensionado espacial:
Algunas investigaciones proporcionan una explicación alternativa del cambio de propiedades en la nanoscala. En la sustancia material, las superficies aparentan controlar algunas de las propiedades macroscópicas. Sin embargo, en nanopartículas, las moléculas de superficie no obedecen la configuración espacial esperada. Como resultado, la tensión de la superficie cambia tremendamente.

### Perspectiva desde la mecánica clásica

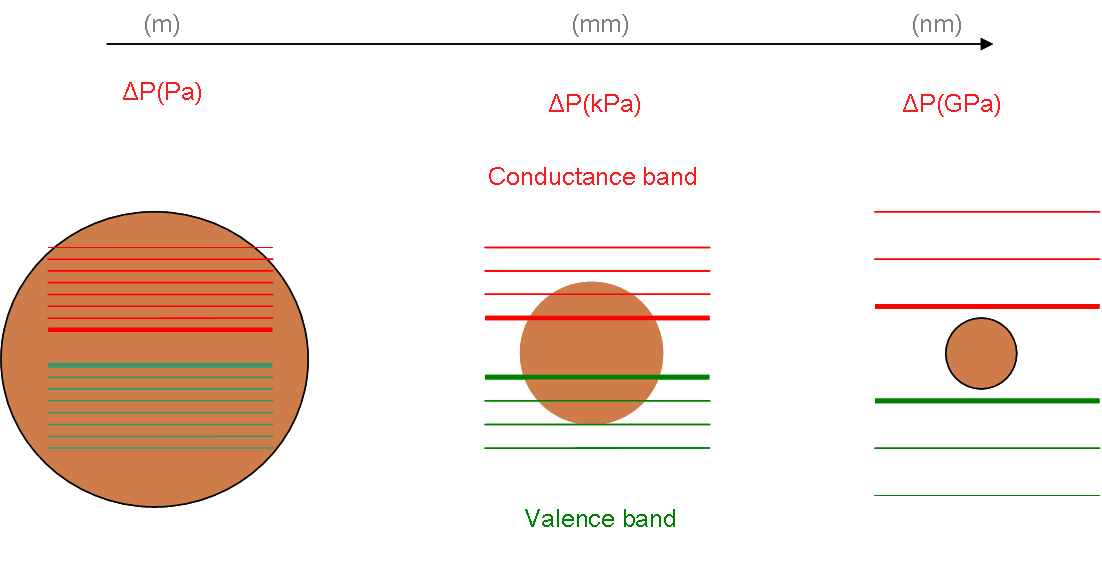
La explicación de la mecánica clásica emplea la ley de Young-Laplace ley para proporcionar evidencia sobre cómo la caída de presión pasa de escala a escala

La ecuación Young-Laplace puede servir de apoyo en la investigación de la escala de las fuerzas aplicadas a las moléculas de superficie:
Bajo la suposición de forma esférica R1=R2=R y resolviendo la ecuación de Young-Laplace para los radios nuevos R(nm), se estima el nuevo ΔP(GPa). Cuanto más pequeño es R, mayor es la presión presente. El aumento en presión en la nanoescala resulta en fuertes fuerzas hacia el interior de la partícula. En consecuencia, la estructura molecular de la partícula parece diferente de la sustancia material, especialmente en la superficie. Estas anormalidades en la superficie son responsables de los cambios en las interacciones interatómicas y saltos de banda.